# Justin Gehring
Justin Gehring (* 4. Dezember 1904; † 5. August 1957) war ein deutscher Ringer des Bantamgewichts (bis 56 kg Körpergewicht).
Er gehörte zunächst dem Arbeiter-Athletenbund Deutschlands (AABD) an und war in diesem Verband mehrere Male deutscher Bundessieger. 1926 gewann er in Wien die Europameisterschaft der Arbeiterverbände. 1925 in Frankfurt (I. Arbeiterolympiade) und 1931 in Wien (II. Arbeiter-Olympiade) wurde er jeweils Sieger im Ringen des Bantamgewichts (griechisch-römischer Stil).
Nach der Zwangsvereinigung des AABD mit dem Deutschen Amateur-Schwerathletik-Verband von 1891 (DASV v. 1891) durch die Nationalsozialisten 1933 wurde Gehring auch im DASV deutscher Meister im Bantamgewicht vor Willi Möchel, Köln. Die Olympiasieger Jakob Brendel (1932) und Kurt Leucht (1928) waren allerdings nicht am Start. 1934 wurde er bei der deutschen Meisterschaft im Bantamgewicht 5. Sieger. Bei den Europameisterschaften im griechisch-römischen Stil 1934 in Rom belegte er nach Siegen über Hjelt (Finnland), M. Kurland (Dänemark) und Nizzola (Italien) und einer Punktniederlage gegen Thuvesson (Schweden) den 4. Platz. 1936 wurde er erneut deutscher Meister im Bantamgewicht mit Siegen über Brendel und Johannes Herbert aus Stuttgart, wurde jedoch für die Olympischen Spiele in Berlin nur als Ersatzringer nominiert. Wie stark Gehring in diesem Jahr war, zeigt die Tatsache, dass sowohl Brendel als auch Herbert bei diesen Olympischen Spielen Medaillen gewannen. In den Jahren 1940 und 1941 wurde er bei den deutschen Meisterschaften 3. Sieger und 1942 2. Sieger, jeweils im Bantamgewicht.